# ناحية قلعة قاضي
ناحية قلعة قاضي (بالفارسية: بخش قلعه قاضی) هي ناحية في مقاطعة بندر عباس التابعة لمحافظة هرمزجان في إيران. في تعداد عام 2006، كان عدد سكانها 17,195 نسمة في 3,763 عائلة. فيها مدينة واحدة قلعة قاضي. وقسمان ريفيان: قسم قلعة قاضي الريفي وقسم سرخون الريفي.